# Прапор Кентуккі
Прапор Кентуккі (англ. Flag of Kentucky) — один із символів американського штату Кентуккі.
Прапор штату Кентуккі є прямокутним полотнищем темно-синього кольору із зображенням друку штату. Навколо друку по колу: зверху — напис Commonwealth of Kentucky (з англ. Співдружність Кентуккі), знизу — дві гілки золотарника (офіційна квітка штату). Прапор був створений Джессі Коксом Берджесс, вчителем з Франкфурта (Кентуккі).
На печатці зображено двох чоловіків, що дружньо обіймаються. Популярна легенда стверджує, що чоловік, одягнений у оленячу шкіру, (ліворуч) — Даніель Бун, який зробив великий внесок у дослідження штату Кентуккі, а людина в костюмі (праворуч) — Генрі Клей, найвідоміший державний діяч штату Кентуккі. За офіційною версією чоловіки символізують не конкретних людей, а всіх першопрохідців і державних діячів. Навколо них напис, що являє собою девіз штату United We Stand, Divided We Fall (з англ. Об'єднавшись ми вистоїмо, розділившись впадемо). Девіз узятий з ліричної «Пісні Свободи» — патріотичної пісні Американської революції.